# 26. Grundschule Pieschen

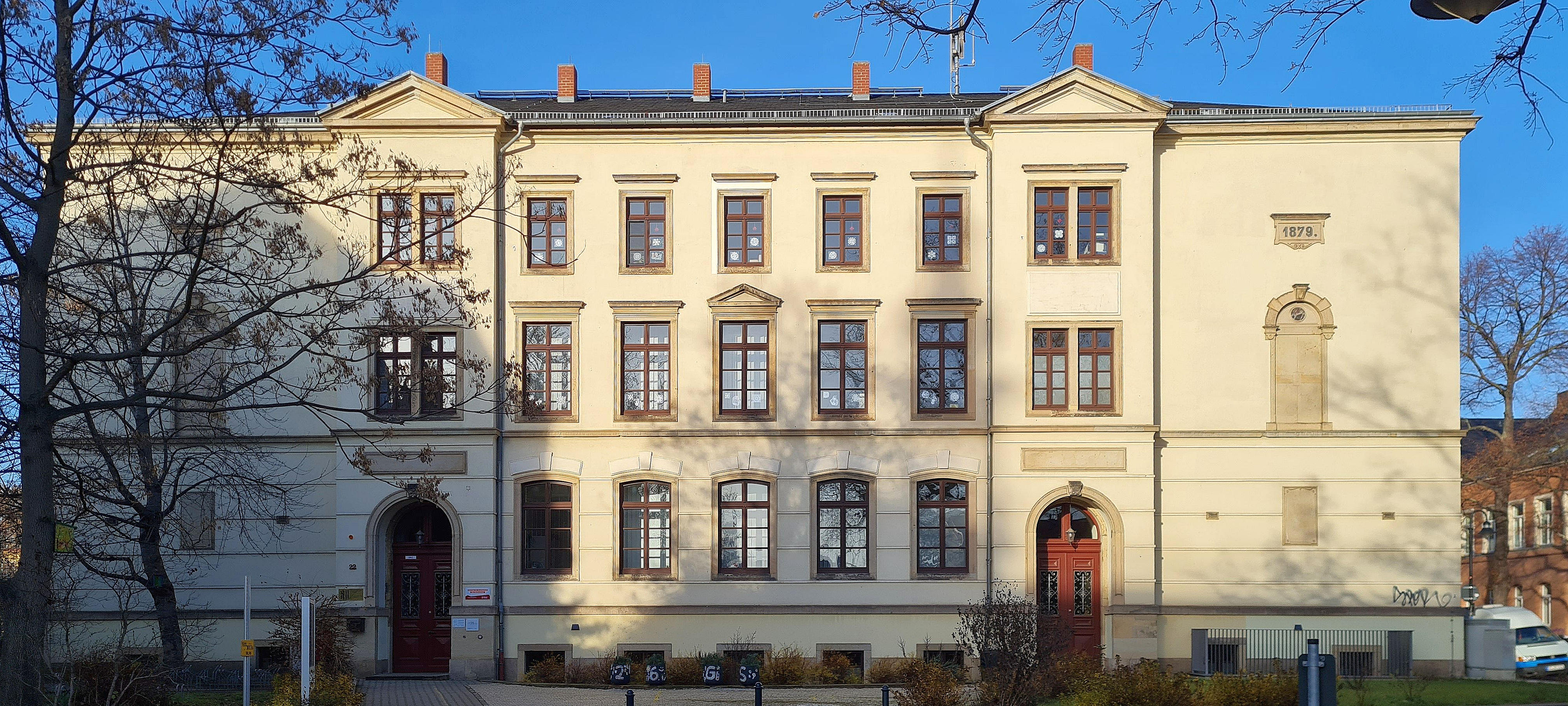
Haupteingang

Die Grundschule Pieschen befindet sich im Stadtteil Pieschen der sächsischen Landeshauptstadt Dresden auf der Osterbergstraße 22.

Schulgebäude Wurzener Straße 5

## Beschreibung
Die Grundschule ist ein Schulkomplex mit einer Vierflügelanlage einschließlich Turnhalle um einen Innenhof, Hauptfassade dreigeschossig mit zwei hervorgehobenen, übergiebelten Treppentürmen, repräsentatives, historisierendes Gebäude der Gründerzeit mit zeittypischer Putz-Werkstein-Fassade, baugeschichtlich bedeutend, heute Nutzung durch die 26. Grundschule Am Markusplatz. Die Schule ist ein Kulturdenkmal im Freistaat Sachsen – Denkmaldokument ID-Nummer 09306145 Dresden, Stadt (Stand: 10. Januar 2025).

## Geschichte

### 1879 bis 1945
Der Ort Pieschen gehörte einstmalig zur Kaditzer Kirchschule. Im Jahr 1879 wurde die bis heute als 26. Grundschule genutzte Schule an der Osterbergstraße 22 mit 14 Klassenzimmern, einer Turnhalle, einer Direktorenwohnung im 2. Stock und eine Hausmeisterwohnung im Keller errichtet. Erbaut durch Pläne vom Baumeister Ernst Ehregott Schletter und Karl Wilhelm Richter als 5. Pieschener Schule. Bereits im Jahr 1885 musste dieses Schulhaus um einen Seitenflügel und somit um 5 weitere Klassenzimmer erweitert werden. Das Gebäude Osterbergstraße 22 genügte bald nicht mehr, deshalb wurden in Mietshäusern und später im Gebäude Wurzener Straße Nr. 5 weitere Klassen untergebracht. Im Jahr 1916 erhielt die 26. Volksschule das Gebäude Wurzener Straße 5, die spätere 5. Mädchenberufsschule. In der Osterbergstraße 22 hatten die V. Fach- und Fortbildungsschule für Knaben und die neue Hilfsschule Pieschen ihr Domizil. Während der Zeit des Ersten Weltkrieges verlief der Unterricht in der Schule ohne große Störungen weiter, obwohl eine Anzahl Lehrer zum Kriegsdienst einberufen wurden. Mit der Einführung der allgemeinen Volksschulen im Jahr 1927 und der damit verbundenen Auflösung der Bürgerschulen sind die Schulbezirke neu eingeteilt worden. So gab es im Jahr 1928 insgesamt 78 solcher Einrichtungen, die fortlaufend nummeriert waren und einen festgelegten Schulbezirk hatten. Das neue Schulgesetz sah auch die Bildung eines Schulausschusses vor. Darin sollten Eltern und Lehrer bei der Schulverwaltung mitwirken. Ebenso entstand ein Elternrat, dessen Mitglieder gewählt wurden. Der Schulleiter wurde auf Vorschlag der Lehrerschaft auf jeweils drei Jahre vom Schulausschuss gewählt. Die Pflichtstundenzahl der Lehrer betrug in der Regel 30 Stunden. Die Schüler waren in reine Mädchen- und Jungenklassen unterteilt. Die Mädchen und Jungen nutzten getrennt die Eingänge am heutigen Haupteingang an der Osterbergstraße. Alle Kinder gingen acht Jahre zur Schule und lernten dabei in Klassen, welche die zulässige Höchstzahl von 35 Schülern betragen sollte.
In der Zeit des Zweiten Weltkrieges wurde die Schule militärisch durch eine Artillerieabteilung genutzt. Das Mobiliar wurde in der Turnhalle ausgelagert und mehrfach umgestapelt, dabei entstanden Beschädigungen und auch Verluste. Wolhyniendeutsche Umsiedler wurden zeitweise einquartiert und später nutzte es die Wehrmacht als Lazarett. Beschädigt durch die Bombenangriffe 1945 an Dach und Fenster wurde der Schulbetrieb erst sehr spät in den 1950er Jahren wieder aufgenommen.

### 1945 bis 2025
Die bestehende auf den nationalsozialistischen Elementen beruhende Kommunalverfassung Dresdens wurde mit der Besetzung durch die Rote Armee außer Kraft gesetzt. Beim Aufbau der lokalen Stadtverwaltung wirkte die Sowjetische Militäradministration (SMAD)unterstützend. Dies betraf unter anderem die Auswahl von Bürgermeistern und die Mithilfe bei der Organisation von Einwohnerversammlungen. Nach Kriegsende konnte kein Unterricht stattfinden, das Gebäude musste erst wieder für eine zivile Nutzung hergerichtet und für einen Schulbetrieb eingerichtet werden. Die Dächer sind notdürftig instand gesetzt worden und erst in den 1950er Jahren erneuert worden. Die Fenster sind mit Pappe und Holztafeln versehen wurden, es gab kein Fensterglas. Die Schultafeln, Schulbänke und weiteres Mobiliar sind unvollständig zusammen getragen wurden und erst in den 1970er Jahren erneuert worden. Das Gebäude Wurzener Straße 5 wurde zur Krankenhilfsstelle, dann zum Krankenhaus erweitert. In den 1950er Jahren wurde die 26. Grundschule Schauplatz für diverse Kulturveranstaltungen genutzt, weil es im Stadtzentrum geeigneten Sälen mangelte. Die Schule erhielt den Namen Arno Lade, nach einem Antifaschisten aus Pieschen. Später wurde die Schule zur 26. Polytechnischen Oberschule erhoben. Im Jahr 1990 bekam das Schulgebäude ihren heutigen Namen Am Markusplatz wieder zurück. Mit dem Schuljahr 1993/94 erfolgte eine über drei Jahre dauernde umfassende Rekonstruktion des Gebäudes bei laufendem Schulbetrieb. Im Jahr 1993 wurde ein Förderverein der Schule gegründet, welcher Unterricht und Arbeitsgemeinschaften tatkräftig unterstützt. Im Jahr 2020 begannen umfangreiche Baumaßnahmen im Rahmen der Brandschutzsanierung. Grundlage war die Erneuerungen technischer Leitungen, die zum Ausbau einer modernen Schule nötig sind, um im digitalen Zeitalter bestehen zu können. In 12 Klassen werden 200 Schüler von 13 Pädagoginnen unterrichtet. Das Schulgebäude wurde in der Zeit von 2020 bis 2022 erneut saniert. In der Lernwerkstatt befinden sich Computer zum Lernen und im Musikraum kann man üben und musizieren, die Schulbibliothek bietet diverse Bücher zum Stöbern und im neuen Speiseraum kann das Mittagessen eingenommen werden.